# Nationalstadion (Tokio, 1958)
Das Nationale Leichtathletikstadion Kasumigaoka (jap. 国立霞ヶ丘陸上競技場 Kokuritsu Kasumigaoka Rikujō Kyōgijō; kurz Nationalstadion, 国立競技場 Kokuritsu Kyōgijō; ugs. Olympiastadion) in Kasumigaoka, Bezirk Shinjuku, war Hauptaustragungsort der Olympischen Sommerspiele 1964 und hatte zuletzt eine Kapazität von 57.363 Plätzen. Im Jahr 2014 wurde es abgerissen und durch einen Neubau ersetzt.

## Geschichte
Die Sportstätte wurde 1958 als Nationalstadion eröffnet. Die erste Großveranstaltung waren die Asienspiele 1958. Ein weiteres sportliches Großereignis nach den Olympischen Spielen waren die Leichtathletik-Weltmeisterschaften  1991.
Von 1980 bis 2001 war das Olympiastadion Austragungsort des Weltpokals für Fußballklubs. Im Stadion fand außerdem alljährlich am 1. Januar das Finale um den Kaiserpokal (Pokalwettbewerb im japanischen Fußball), sowie am 3. November das Finale des Yamazaki Nabisco Cup, der japanische Supercup, statt. Es war auch Spielstätte der FIFA-Klub-Weltmeisterschaft.
Eigentümer des Stadions war das Nihon Sports Shinkō Center (日本スポーツ振興センター, deutsch „Japanisches Sportförderzentrum“), eine Selbstverwaltungskörperschaft des Ministeriums für Bildung, Kultur, Sport, Wissenschaft und Technologie.
Von Dezember 2014 bis Mai 2015 wurde es abgerissen und an der gleichen Stelle das Neue Nationalstadion für die Olympischen Sommerspiele 2020 erbaut.